# Contea di Pujiang
La contea di Pujiang (浦江县S) è una contea della Cina, situata nella provincia dello Zhejiang.